# Bladkussentje
Het blad staat op een bladkussentje (pulvinus, meervoud: pulvini) ingeplant. Het is het verdikte steeleinde van het blad en verbindt het blad met de stengel. Het bladkussentje zorgt voor de bewegingen van het blad. 
Een bladkussentje bestaat uit dikwandig vaatweefsel dat voor de watertransport zorgt, en dunwandige, motorische cellen. De bovenste dunwandige cellen van het bladkussentje kunnen veel meer water opnemen dan gewone cellen, terwijl de onderste dunwandige cellen zeer gemakkelijk water kunnen verliezen. De opname en verlies van water gebeurt door veranderingen in de turgordruk van de cel, die in gang gezet worden door opname of afvoer van K+-ionen. 
De bewegingen zijn goed te zien bij het kruidje-roer-mij-niet. Ook de dagelijkse van bloemen wordt bewerkstelligd door de pulvinus.

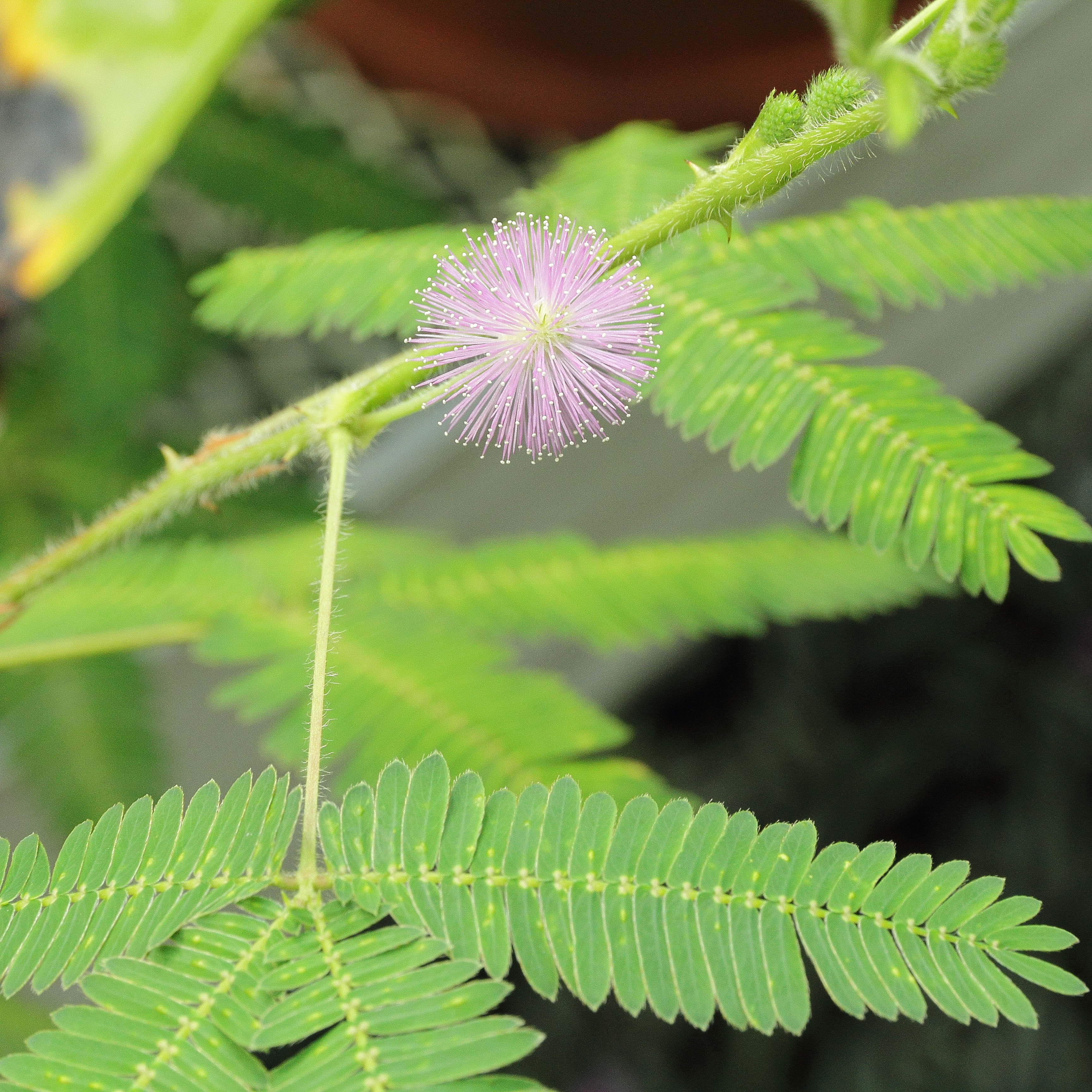
Bladkussens van kruidje-roer-mij-niet met een handdelig blad met veerdelige blaadjes en met bloeiwijze
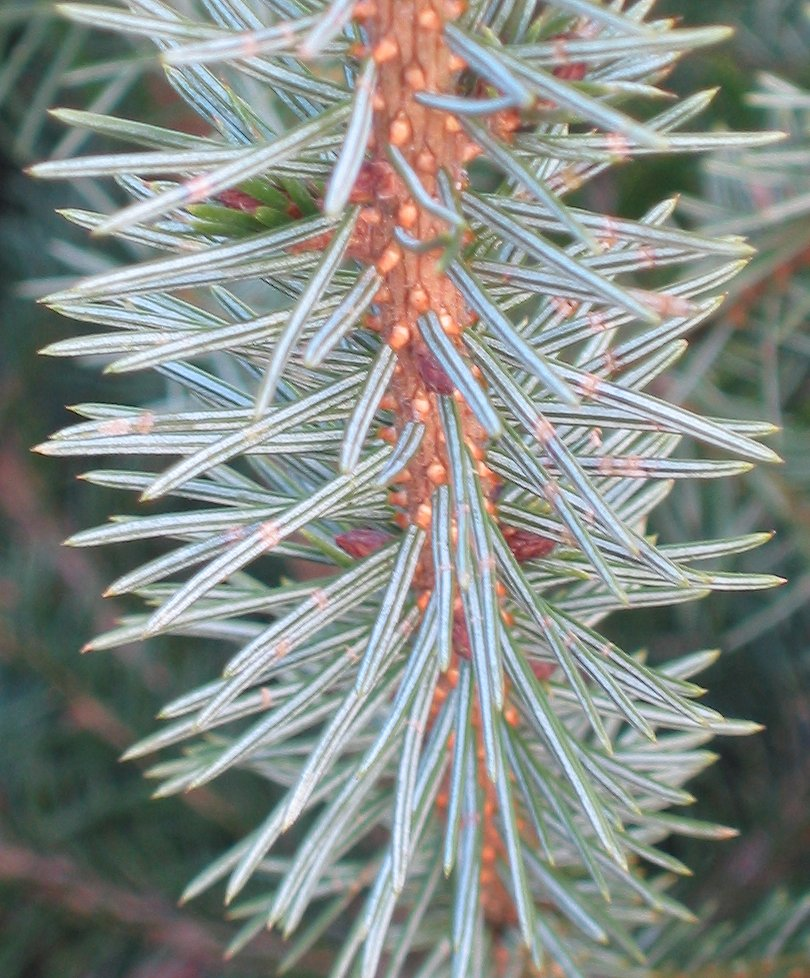
Bladkussentjes bij Sitkaspar
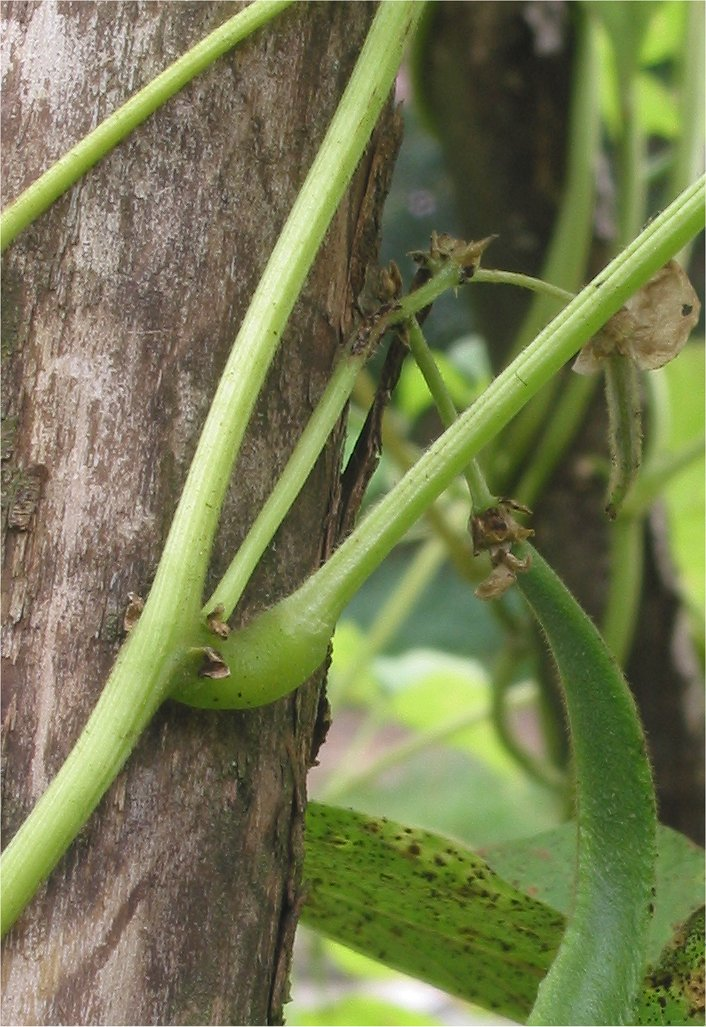
Bladkussen bij pronkboon